# A Felvidékről kitelepítettek emléknapja
A Felvidékről kitelepítettek emléknapját minden év április 12-én tartják a magyar Országgyűlés 86/2012. (XII. 7.) OGY határozata alapján.
Azért ezt a dátumot választották, mert 1947-ben ezen a napon kezdődött a szlovákiai magyar lakosság Felvidékről való kitelepítése. A szlovák-magyar lakosságcsere-egyezményt 1946. február 27-én írták alá Budapesten, és május 14-én fogadta el a Parlament. A kitelepítetteket szállító első vasúti szerelvény 1947. április 12-én indult el a Felvidékről, és 1949. június 5-ig több mint 76 ezer embert szállítottak át Magyarországra.
Az emléknap tisztelgés „a Beneš-dekrétumok következtében a Csehszlovák Köztársaságból kizárt, Magyarországra telepített mintegy százezres magyarság” előtt, „akik az állampolgárságuktól, közösségüktől, vagyonuktól megfosztva, szülőföldjükről elűzve kemény akarással otthont teremtettek maguknak”.